# Olefine Plastice Termoformatate
Olefine Plastice Termoformatate (TPO) sunt membrane compatibile cu bitumul, lansate în anii 1980.
Datorită compatibilității cu bitumul, membranele TPO reprezintă soluția ideală de reabilitare a teraselor vechi cu hidroizolații bituminoase, oferind posibilitatea renovării lor, fără costuri suplimentare date de demontarea și decopertarea acestora, a transportului acestor reziduuri.